# 馬杉宗夫
馬杉 宗夫（うますぎ むねお、1942年9月15日 - 2018年10月12日）は、日本の西洋中世美術史学者。武蔵野美術大学名誉教授。

## 来歴
広島県生まれ。1967年東京芸術大学芸術学科修士課程修了。1974年パリ大学付属考古学研究所博士課程修了。清泉女子大学助教授、武蔵野美術大学助教授を経て教授。2013年定年、名誉教授となる。
2018年10月12日、肺炎のため死去。

## 著書
- 『ロマネスクの旅 中世フランス美術探訪』日本経済新聞社 1982
- 『大聖堂のコスモロジー 中世の聖なる空間を読む』講談社現代新書 1992
- 『スペインの光と影 ロマネスク美術紀行』日本経済新聞出版社 1992
- 『黒い聖母と悪魔の謎 キリスト教異形の図像学』講談社現代新書 1998、講談社学術文庫 2007
- 『シャルトル大聖堂 ゴシック美術への誘い』八坂書房 2000
- 『ロマネスクの美術』八坂書房 2001
- 『パリのノートル・ダム』八坂書房 2002
- 『ゴシック美術 サン・ドニからの旅立ち』八坂書房 2003

### 共著・編纂
- 『ファブリ研秀世界美術全集 8 ダヴィッド、アングル、ドラクロワ、ジェリコー、シャッセリオー』研秀出版 1976
- 『世界の聖域 15 シャルトルの大聖堂』柳宗玄共著 講談社 1980

### 翻訳
- アルベルト・マルティーニ『世界の至宝 3 イスラム/ロマネスク/ゴシック』ぎょうせい 1983
- ユルギス・バルトルシャイティス『異形のロマネスク 石に刻まれた中世の奇想』講談社 2009